# Ярковское сельское поселение (Воронежская область)
Ярковское сельское поселение — муниципальное образование в Новохопёрском районе Воронежской области.
Административный центр — село Ярки.

## История
Законом Воронежской области от 25 ноября 2011 года № 161-ОЗ, преобразованы, путём объединения:
- Подгоренское сельское поселение и Ярковское сельское поселение — в Ярковское сельское поселение с административным центром в селе Ярки.

## Административное деление
В состав поселения входят населённые пункты:
- село Ярки
- село Подгорное

## Личности
С селом Ярки связано детство будущего министра здравоохранения РСФСР А. И. Потапова.